# Чувашская автономная область
Чува́шская автоно́мная о́бласть (Чува́шская АО), первоначально также Чува́шская трудова́я комму́на (чув. Чӑваш автономиллӗ облаҫӗ, Чӑваш АО, Чӑваш ӗҫ коммуни) — национальная административно-территориальная единица (автономная область) в составе РСФСР в 1920—1925 годах.

## История

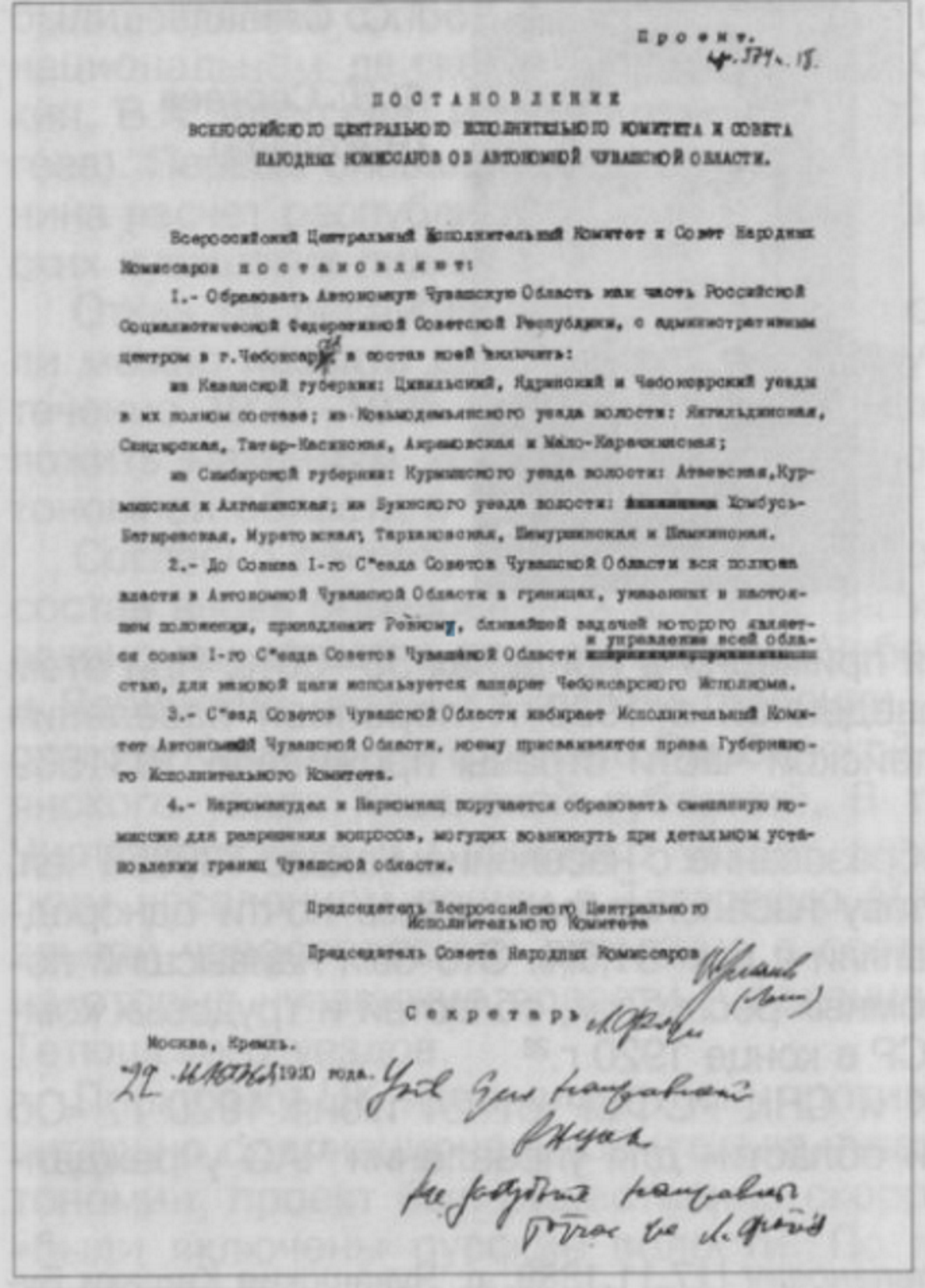
Постановление ВЦИК и СНК. Об Автономной Чувашской области

После Февральской революции 1917 года в регионе начался процесс Чувашского национального движения за создание национально-территориальной автономии.
Важным этапом на пути формирования национально-территориальной автономии стал состоявшийся в Симбирске Общечувашский съезд.
В январе 1920 года Чувашский отдел Наркомата по делам национальностей РСФСР внёс на рассмотрение наркомата «Краткий доклад о выделении чувашского народа в особую административную единицу», в котором предлагалось образовать Чувашскую трудовую коммуну (ЧТК) на территориях относительно компактного проживания чувашского населения . В феврале I Всероссийский съезд чувашских коммунистов утвердил соответствующий проект. Политбюро ЦК РКП(б) неоднократно рассматривало вопрос о ЧТК и по результатам обсуждения утвердило 22 июня 1920 года автономию в виде области.
Декретом ВЦИК и СНК РСФСР от 24 июня 1920 года была образована Чувашская АО из территорий, входивших в состав двух губерний — Казанской и Симбирской. Центр — город Чебоксары.
В 1924 году руководство Чувашской автономной области официально вышло с предложением о расширении границ области и придании ей статуса автономной республики со столицей в Симбирске.

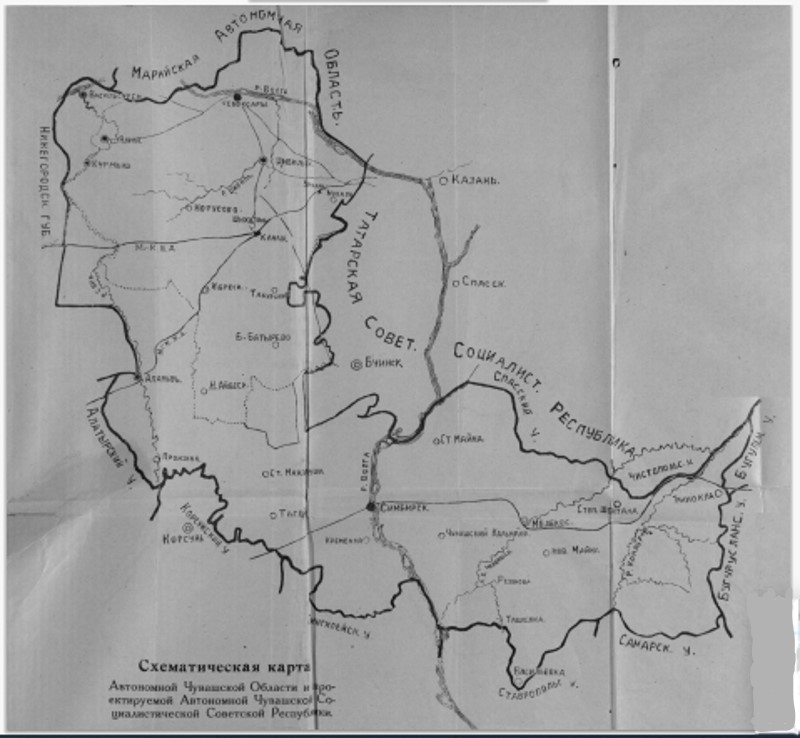
Предложения по территории Чувашской АССР

21 апреля 1925 года область была преобразована в Чувашскую АССР, в которую были включены несколько уездов бывшей Казанской и Симбирской губерний с чувашским населением, некоторые территории с чувашским коренным населением были переданы Татарской АССР и Ульяновской области.

### Хронология
- 1920, 3 января — представление в Наркомнац
- 1920, 24 июня — образование Чувашской автономной области
- 1920, 12 июля — приступил к работе Чувашский областной комитет РКП(б)
- 1920, 7—11 ноября — I Чувашский областной съезд Советов
- 1920, 12 ноября — образовано Чувашского государственного издательства
- 1921, 24—27 января — Чаппанское восстание
- 1921, 12 февраля — открытие Чувашского центрального музея
- 1921, 12 февраля — создание Общества изучения местного края
- 1921, весна — лесные пожары уничтожили 43 тыс. десятин леса (7 % общей лесной площади области)
- 1921, 22 сентября — взамен ряда селений Шемуршинской волости и Цивильского уезда к области присоединены некоторые селения Тетюшского и Буинского кантонов Татарской АССР
- 1921, весна—лето — засуха, приведшая к голоду; часть населения переселилось в Сибирь
- 1921, 28 октября — ряд селений и волостей Чебоксарского уезда переданы Марийской АО
- 1922, 13 мая — для организации помощи голодающим в Чебоксары прибыли представители Американской администрации помощи
- 1923 — участие Чувашской автономной области во Всесоюзной выставке в Москве
- 1924 — выход первого номера журнала «Сунтал»
- 1924 — создание Чувашского национального хора
- 1925, 18 марта — выход первого номера сатирического журнала «Капкӑн»

## Территория
Согласно Декрету Всероссийского Центрального Исполнительного Комитета и Совета Народных Комиссаров «Об Автономной Чувашской области» в состав области были включены:
- из Казанской губернии: Цивильский, Ядринский и Чебоксарский уезды в их полном составе; из Козьмодемьянского уезда волости: Янгильдинская, Сюндырская, Татар-Касинская, Акрамовская и Мало-Карачкинская;

- из Симбирской губернии: из Курмышского уезда волости: Атаевская, Курмышская, Алгашинская; из Буинского уезда волости: Хомбусь-Батыревская, Муратовская, Тархановская, Шемуршинская и Шамкинская.

Первоначально Чувашская АО делилась на 3 уезда: Чебокса́рский, Циви́льский и Я́дринский. Вскоре в составе Цивильского уезда был образован Ибресинский район. В 1921 Ибре́синский район был выведен из состава Цивильского уезда и преобразован в Ба́тыревский (в ряде источников — Ибресинский) уезд.

Согласно Декрету Всероссийского Центрального Исполнительного Комитета от 28.10.1921 Об изменении в очертании границ между Марийской и Чувашской Автономными Областями. Из состава Чебоксарского уезда были исключены: волости Помарскую и Помъяльскую целиком; волости Посадско-Сотниковской селения; Шимшуру, Ялпай, Первое Семёново, Кокшайск, Кокшамары, Сидельников; волости Чебоксарской селения: Иван-Беляк, Первое и Второе Липшинское Общество, Голодяиху.

## Государственное устройство
В результате подписания 24 июня 1920 года "декрета «Об Автономной Чувашской области» высшим органом государственной власти в автономии стал Революционный комитет Чувашской автономной области (Чувашревком). В уездах и волостях были созданы местные ревкомы и исполкомы. В октябре 1920 года была создана Чувашская областная партийная организация.